# Résolution 1991/10 de la sous-commission des Nations unies pour la prévention de la discrimination et la protection des minorités
La résolution 1991/10 de la sous-commission des Nations unies pour la prévention de la discrimination et la protection des minorités du 23 août 1991  a été adoptée par 15 voix contre 9 lors de la 43e session. C'était la première fois que l'ONU adoptait une résolution, après les trois résolutions sur le Tibet adoptées par l'Assemblée générale en 1959, 1961 et 1965.

## Raison
Avec les troubles au Tibet en 1989 et le massacre de la place Tian'anmen, le Parlement européen adopta une Résolution condamnant la politique de répression brutale du gouvernement chinois au Tibet.
En 1990, Amnesty International adressa un rapport à la Commission des droits de l'homme de l'ONU sur la situation au Tibet. Ce rapport, qui décrivait la situation à Lhassa à l’époque des troubles au Tibet en 1989, dénonçait une police inorganisée tirant sans discrimination sur les manifestants, mentionnait l’estimation par une source tibétaine non officielle de plus de 60 morts et 200 blessés. Le rapport affirme que plus de 1 000 Tibétains furent arrêtés, et qu’il y eut des exécutions sommaires. D’autres arrestations suivirent en quelques mois. Le rapport mentionne aussi des témoignages d’anciens prisonniers tibétains libérés fin 1988 ou début 1989 faisant état de torture, coups sévères, chocs par usage de bâtons électriques, suspensions prolongées par les bras, certains prisonniers seraient morts à la suite des tortures, et un autre a souffert d’une blessure oculaire sévère. Lors de sa session de 1991, la Sous-commission de la lutte contre les mesures discriminatoires et de la protection des minorités, maintenant appelée Sous-Commission de la promotion et de la protection des droits de l'homme, organe subsidiaire de la Commission des droits de l'homme, a exprimé ses préoccupations au sujet de ce rapport et appela le gouvernement chinois a respecter pleinement les droits fondamentaux et les libertés du peuple tibétain. La sous-commission demanda au secrétaire général de transmettre l’information à la Commission des droits de l'homme. En conséquence, la Commission des droits de l'homme reçut et étudia lors de sa session de 1992 un document des autorités chinoises et des informations émanant de 7 sources non gouvernementales.

## Texte
La résolution 1991/10, du 23 août 1991 et intitulée Situation au Tibet, :
Guidée par les principes de la Charte des Nations unies, la Charte internationale des droits de l'homme et autres instruments internationaux dans le domaine des droits de l'homme
Préoccupée par le fait que les informations concernant le Tibet continuent de faire état de violations des droits et libertés fondamentaux de la personne humaine qui menacent l'identité propre du peuple tibétain dans les domaines culturel, religieux et national
1. Invite le Gouvernement de la république populaire de Chine à respecter pleinement les droits et libertés fondamentaux de la personne humaine du peuple tibétain,
2. Prie le secrétaire général de transmettre à la Commission des droits de l'homme des informations sur la situation au Tibet fournies par le gouvernement de la Chine et par d'autres sources fiables.

## Suites
À la suite de cette résolution, et conformément au paragraphe 2, le secrétaire général envoya le 16 décembre 1991 une note verbale au ministre des Affaires étrangères de la Chine dans laquelle il se référait à la résolution du 23 août 1991 et demandait au gouvernement de la Chine de soumettre des informations conformément au paragraphe 2 de la résolution avant le 10 janvier 1992.
Le représentant permanent de la Chine à l'ONU à Genève adressa sa réponse le 18 décembre 1991 qui est annexée au rapport du secrétaire général.
Autre suite de cette résolution, le secrétaire général des Nations unies prépara une note intitulée Situation au Tibet (E/CN.4/1992/37) pour la 48e session de la Commission des droits de l'homme des Nations unies. 
Des déclarations provenant du Tibet Justice Center, une ONG ayant un statut consultatif, ont été ajoutées en annexe au rapport du secrétaire général. Les Tibétains y sont décrits par cette association comme un peuple sous domination coloniale ayant droit à l’autodétermination, et leur pays comme étant occupé,. 
Lors de la 48e session (27 janvier - 6 mars 1992), la Commission des droits de l'homme fut saisie d'un projet de résolution concernant la situation au Tibet, qui, selon la président de la section française d'Amnesty International Aimé Léaud, ne fut pas adoptée du fait des pressions chinoises et de l'inertie des États-Unis. Le projet de résolution avait été déposé par l'Europe, comme elle le fera aussi en 1993 et 1994.

## Autres lectures
- Stéphane Guillaume, La question du Tibet en droit international, p. 153